# Ballon d’Or 1959

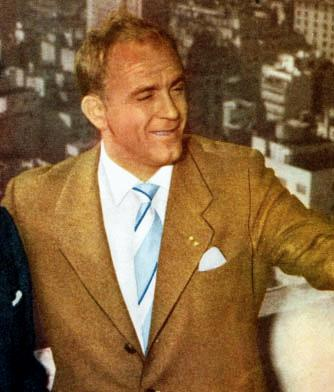
Europas Fußballer des Jahres
Alfredo Di Stéfano

Die vierte Verleihung des Ballon d’Or (französisch für Goldener Ball) der Zeitschrift France Football erfolgte 1959. Sieger wurde der argentinisch-spanische Spieler Alfredo Di Stéfano, der den Preis bereits 1957 gewonnen hatte.

## Ergebnis
Am 15. Dezember 1959 veröffentlichte France Football das Ergebnis:
1. Alfredo Di Stéfano (Real Madrid) (80)
2. Raymond Kopa (Stade Reims) (42)
3. John Charles (Juventus Turin) (24)
4. Luis Suárez (FC Barcelona) (22)
5. Agne Simonsson (Örgryte IS) (20)
6. Lajos Tichy (Honvéd Budapest) (18)
7. Ferenc Puskás (Real Madrid) (16)
8. Francisco Gento (Real Madrid) (12)
9. Helmut Rahn (1. FC Köln) (11)
10. Horst Szymaniak (Karlsruher SC) (8)
11. Lew Jaschin (Dynamo Moskau) (7)
12. Juri Woinow (Dynamo Kiew) (5)
13. Iwan Kolew (ZSKA Sofia) (4)
  Gyula Grosics (FC Tatabánya) (4)
  Dezső Bundzsák (Vasas Budapest) (4)
  Nils Liedholm (AC Mailand) (4)
14. Georgi Najdenow (ZSKA Sofia) (3)
  Titus Buberník (ŠK Slovan Bratislava) (3)
  Just Fontaine (Stade Reims) (3)
15. Joan Segarra (FC Barcelona) (2)
  Florian Albert (Ferencváros Budapest) (2)
  Uwe Seeler (Hamburger SV) (2)
16. Antoni Ramallets (FC Barcelona) (1)
  János Göröcs (Újpest Budapest) (1)
  Ken Jones (Scunthorpe United) (1)
  Roger Marche (Racing Club de Paris) (1)